# ドッグ・バイト・ドッグ
『ドッグ・バイト・ドッグ』（原題：狗咬狗、英題：Dog Bite Dog）は、2006年制作のバイオレンス映画。エディソン・チャン、サム・リー主演。圧巻の暴力シーンが話題を呼んだ。R-15指定。

## ストーリー
冷徹で孤独な殺し屋の男サイ・パンは、警察官ワイに追われて逃亡生活を送る毎日を送っていた。ある日、ワイの目の前でパンは一般人を殺し、再び追われることになる。そんな中、小屋にて父親から暴力を受けて父親を殺そうか迷っている少女ユウと出会う。パンは彼女に殺すように言う。心を通わせる二人はやがて惹かれあう。ユウとともに暮らそうとカンボジアへもどったパンだが、故郷でも追われる事になった。新たな命をともした少女ユウとともに生きるためにパンがとった行動、憎しみしか知らない刑事ワイの運命、二人を破滅へと導く結末とは…。

## 本作について
R-15となっているとおり、非常に暴力シーンが多く撮影されている。本作の監督を務めたソイ・チェンは当時香港映画界監督の期待の新星の一人であった。

## 出演者
| 役名     | 俳優               | 日本語吹替 |
| -------- | ------------------ | ---------- |
| パン     | エディソン・チャン | 竹若拓磨   |
| ワイ     | サム・リー         | 村治学     |
| ユウ     | ペイ・ペイ         | 川庄美雪   |
| リン     | ラム・シュー       | 最上嗣生   |
| サム警部 | チョン・シウファイ | 相沢まさき |